# 日本総合住生活
日本総合住生活株式会社（にほんそうごうじゅうせいかつ）は、独立行政法人都市再生機構（UR都市機構）が出資する住宅管理サポート企業。
賃貸および分譲の集合住宅団地の住環境整備や、居住者のための生活サポート、セーフティネット維持など、住民をはじめ、管理組合および都市機構の要望に添う形で数多くの事業を手がけている。

## 沿革
- 1961年（昭和36年）6月21日 -「株式会社団地サービス」設立。
- 1962年（昭和37年）- 損害保険代理店業務を開始。
- 1963年（昭和38年）- 保守点検業務、分譲住宅管理業務を開始。
- 1964年（昭和39年）- 商業施設業務を開始。
- 1986年（昭和61年）- マンション相談センター・緊急事故受付センター・技術開発センターを開設。
- 1993年（平成5年）-「日本総合住生活株式会社」に社名を変更。
- 1995年（平成7年）- 集合住宅技術開発のための実験住棟開設。
- 1996年（平成8年）- 中学校技術・家庭科向け副読本配布を開始。
- 2006年（平成18年）
  - 技術開発研究所と緊急事故受付センターの複合施設「スクエアJS」を開設。
  - 2010年にかけてISO 9001認証を取得。
- 2009年（平成21年）- ISO 14001認証取得。
- 2011年（平成23年）- 創立50周年。
- 2017年（平成29年）- 住生活事業本部発足、スクエアJS内にJSトレーニングセンターを開設。
- 2020年（令和2年）- デジタル化戦略推進室・CSR推進部を設置、ISO 27001認証取得。
- 2021年（令和3年)- 創立60周年。DXBX戦略本部発足。

## 事業所
- 本社 - 東京都千代田区神田錦町1-9　東京天理ビル5階～8階
- 東京支社 - 東京都大田区蒲田5-37-1　ニッセイアロマスクエア9階
- 関東支社 - 東京都文京区湯島2-2-2　JS令和ビル
- 大阪支社 - 大阪府大阪市城東区森之宮1-6-111 NLC森の宮ビル11階
- 名古屋支社 - 愛知県名古屋市中区正木3-5-30　名鉄正木第二ビル
- 福岡支社 - 福岡県福岡市城南区金山団地26-4